# NGC 1490
NGC 1490 (również PGC 14040) – galaktyka eliptyczna (E1), znajdująca się w gwiazdozbiorze Sieci. Odkrył ją John Herschel 2 listopada 1834 roku.